# Pierre Joseph Collard
Pierre Joseph Collard de Belloys (Neufchateau, 7 februari 1752 - Grandvoir, 24 juni 1843) was een Luxemburgs rechter, advocaat en volksvertegenwoordiger.
Pierre Joseph is de zoon van Jean Matthieu Collard en Anne Margueritte Grosjean. Hij was landeigenaar in Neufchateau, en werd na zijn studie rechten rechter in Münster. Hij was raadpensionaris bij de Provinciale Staten van Luxemburg en vrederechter in Neufchateau. Vanaf 1775, na het behalen van zijn licentiaat rechten aan de universiteit van Leuven, was hij advocaat aan het Soevereine Hof van Luxemburg. Van 1797 tot 1799 was hij lid van de Franse Raad van Vijfhonderd in Parijs voor het Woudendepartement. Aansluitend was hij tot 1806 lid van het Wetgevend Lichaam in Parijs voor hetzelfde departement.
Op 14 augustus 1815 was hij bij de grondwetgevende vergadering van het Verenigd Koninkrijk der Nederlanden als grondwetsnotabele. Hij keerde daarna enige tijd terug naar de Luxemburgse politiek, waar hij lid van de Provinciale Staten en Gedeputeerde Staten van de provincie groothertogdom Luxemburg was van 1816 tot 1817. Daarna was hij van 1817 tot 1820 lid van de Tweede Kamer der Staten-Generaal voor het groothertogdom Luxemburg. Hij stelde zich oppositioneel op, en behoorde tot de 20 leden die in 1818 vóór het (verworpen) initiatiefvoorstel-Reyphins over afschaffing van de oproerwetgeving uit 1815 stemden.
Pierre Joseph had twee dochters, Josephine en Elizabeth. Ook voedde hij vanaf 1814 twee dochtertjes van zijn vermoorde broer Jean-Herman Collard op, die toen nog lid was van de Raad van Vijfhonderd. Ze woonden in die periode op het Kasteel van Grandvoir.
- Bibliothèque nationale de France: cb15065227w (data)
- Biografisch Portaal: 90976451
- Parlement.com: vg09lltm38zq
- Virtual International Authority File: 24889504